# Polystichum ordinatum
Polystichum ordinatum là một loài thực vật có mạch trong họ Dryopteridaceae. Loài này được (Kunze) Liebm. miêu tả khoa học đầu tiên năm 1849.